# محوطه الیا تپه سی
محوطه الیا تپه سی در شهرستان مراغه، بخش مرکزی، دهستان قره ناز، روستای خانقاه، محوطه الیا تپه سی واقع شده و این اثر در تاریخ ۳۰ بهمن ۱۳۸۶ با شمارهٔ ثبت ۲۱۰۷۹ به‌عنوان یکی از آثار ملی ایران به ثبت رسیده است.